# Shonen Jump (Estados Unidos)
Shonen Jump, abreviada SJ, fue una revista de manga shōnen publicada en los Estados Unidos por Viz Media. Se estrenó en noviembre de 2002, pero el primer número tenía como fecha de portada enero de 2003. Basada en la popular revista de Shueisha la Weekly Shonen Jump, la Shonen Jump estaba estructurada para el público estadounidense, incluyendo el cambio de publicación semanal de Japón a mensual. Anteriormente contaba con cinco series de manga en publicación mensual y una amplia gamma en su biblioteca de publicaciones; además de contar con secciones especiales de cultura japonesa, videojuegos, películas, juegos de cartas coleccionables, figuras de acción, etc. Actualmente la edición impresa ha tocado su fin, siendo sustituida por la revista Weekly Shonen Jump Alpha
El manga que se publica en la Shonen Jump se recopila en tomos de 200 páginas aproximadamente; divididos en Shonen Jump & Shonen Jump Advanced, con la diferencia que los segundos son de series publicadas frecuentemente en la revista Jump SQ; los llamados tankobon que se imprimen con el sello de "Shonen Jump Manga".

## Historia
En junio del 2002, Viz media (anteriormente llamada Viz Comunications) junto con Shūeisha habían anunciado el lanzamiento de Shōnen Jump en inglés. Al principio, esta revista sólo publicaba partes de los mangas de la edición semanal de la revista homónima, pero con el paso del tiempo la empresa publicó de manera independiente de la revista los mangas de la edición mensual de la misma (actualmente llamada Jump Square). Sus mangas más difundidos en aquel entonces eran Dragon Ball Z, Yu-Gi-Oh!, YuYu Hakusho, Sand Land y One Piece. En esa época, Viz Media decidió que la revista fuera de tiraje Mensual en lugar de semanal, para la comodidad de sus lectores y adaptándose así al sistema de venta de cómics estadounidense.
A diferencia de los lanzamientos de otras revistas, Viz media decidió permitir a los minoristas devolver los dos primeros números de la revista. Esto lo hizo para darle la oportunidad al público de "probar" la revista, ya que en esa época el manga era un producto nuevo y desconocido en territorio norteamericano. Añadiéndole a esto, Viz Media distribuyó 100.000 muestras gratis en la Comic Con y otros 100.000 fueron puestos a disposición de sus socios. Cartoon Network comenzó a ofrecer capítulos de la muestra y la transmisión de contenido de vídeo a su sitio web Adult Swim, junto con enlaces destacados para el sitio oficial de Shonen Jump. Esto con el fin de promocionar la publicación mensual a través de sus socios de Suncoast.
El primer número fue lanzado 26 de noviembre de 2002, con fecha de portada enero de 2003. Se estrenó con cinco series: Dragon Ball Z, Sand Land, Yu-Gi-Oh!, Yu Yu Hakusho, y One Piece. Con la segunda edición se empezó con la serialización de Naruto; aumentando así el número de series a seis. Con la revista considerada un éxito total, al editor Jason Thompson se le ofreció la oportunidad de hacer una pasantía en Japón con los editores de la revista homónima, la Weekly Shonen Jump, pero se negó, debido a la falta de interés en los aspectos de gestión de la empresa y el deseo de trabajar en sus propios proyectos. Después de seis ediciones, Thompson decidió trabajar en la creación y la ilustración de su propio cómic "The Stiff". Reflexionando después, afirmó en una entrevista con The Comics Journal que "el prefería un trabajo de tiempo parcial que no lo atiborrara tanto". Con el tiempo dimitió de su cargo de redactor jefe, siendo sustituido por su antiguo jefe, Yumi Hoashi.
En febrero de 2005, Viz Media anunció la creación de Shojo Beat, una publicación hermana de Shonen Jump orientada al público femenino. La primera edición fue lanzada en junio de 2005 y tenía como fecha de portada julio de 2005. Su publicación total fue de 47 números, hasta que fue descontinuada con el lanzamiento de la edición julio 2009 debido al bajo índice de ventas.
A partir de la edición junio 2011, sólo 10 números fueron publicados en un año (se juntaron los números de junio y julio y los números de octubre y noviembre). La revista se imprime en Transcontintental Printing RBW Graphics en Owen Sound, Ontario, Canadá.
En octubre de 2011, Viz confirmó que se lanzaría una versión semanal digital de la revista, llamada "Weekly Shonen Jump Alpha", que se lanzó el 30 de enero de 2012. Debido a esto, se anunció la cancelación inminente de la versión impresa de la "Shonen Jump", la publicación impresa de marzo de ese año fue el último número, que salió con fecha del mes de abril de 2012

### Anteriormente en publicación
| Serie | Autor | Estreno en Estados Unidos | Volúmenes Disponibles |
| ----- | ----- | ------------------------- | --------------------- |

### Publicación en línea (Exclusiva para suscriptores)
| Serie                                            | Autor             | Estreno en Estados Unidos | Volúmenes Disponibles |
| ------------------------------------------------ | ----------------- | ------------------------- | --------------------- |
| Nura: Rise of the Yokai Clan (ぬらりひょんの孫?) | Hiroshi Shiibashi | diciembre de 2010         | 6                     |
| My Hero Academia (僕のヒーローアカデミア?)       | Kōhei Horikoshi   | 4 de agosto de 2015       | 4                     |

### Publicaciones anteriores de la revista
| Serie                                             | Autor                                               | Periodo de publicación                                               | Volúmenes Disponibles       |
| ------------------------------------------------- | --------------------------------------------------- | -------------------------------------------------------------------- | --------------------------- |
| Bleach (ブリーチ?)                                | Tite Kubo                                           | Junio de 2002 - marzo de 2012 (Continua en Weekly Shonen Jump Alpha) | 1-38                        |
| Bobobo-bo Bo-Bobo ((ボボボーボ・ボーボボ?)        | Yoshio Sawai                                        | Julio de 2007 - junio de 2009                                        | 1-7                         |
| Dragon Ball Z ((ドラゴンボール Z?)                | Akira Toriyama                                      | Enero de 2003 - abril de 2005                                        | 1-26 (Serie completa)       |
| Gin Tama (銀魂?)                                  | Hideaki Sorachi                                     | Enero de 2007 - mayo de 2007                                         | 1-23                        |
| Karakuridôji Ultimo (機巧童子ULTIMO?)             | Stan Lee (Concepto) Hiroyuki Takei (Ilustraciones)  | Julio de 2009 - febrero de 2011                                      | 1-6                         |
| Hikaru no Go ((ヒカルの碁?)                       | Yumi Hotta (Historia) Takeshi Obata (Ilustraciones) | Enero de 2004 - abril de 2008                                        | 1-23 (Serie completa)       |
| Naruto (NARUTO -ナルト-?)                         | Masashi Kishimoto                                   | Julio de 2002 - marzo de 2012 (Continua en Weekly Shonen Jump Alpha) | 1-56                        |
| One Piece (ワンピース?)                           | Eiichirō Oda                                        | Julio de 2002 - marzo de 2012 (Continua en Weekly Shonen Jump Alpha) | 1-62                        |
| Psyren (サイレン?)                                | Toshiaki Iwashiro                                   | Diciembre de 2010 - marzo de 2012                                    | 3                           |
| Sand Land (サンド ランド?)                        | Akira Toriyama                                      | Enero de 2003 - diciembre de 2003                                    | Tomo Único (Serie completa) |
| Shaman King ((シャーマンキング?)                  | Hiroyuki Takei                                      | Marzo de 2003 - agosto de 2007                                       | 1-32 (Serie completa)       |
| Slam Dunk (スラム ダンク?)                        | Takehiko Inoue                                      | Mayo de 2008 - febrero de 2009                                       | 1-19                        |
| Tegami Bachi (テガミバチ?)                        | Hiroyuki Asada                                      | Marzo de 2009 - marzo de 2010                                        | 1-7                         |
| Yu-Gi-Oh! (遊☆戯☆王?)                             | Kazuki Takahashi                                    | Enero 2003 - noviembre 2004                                          | 1-7 (Serie completa)        |
| Yu-Gi-Oh! Millenium World (遊☆戯☆王 R?)           | Kazuki Takahashi                                    | Febrero de 2005 - diciembre de 2007                                  | 1-7 (Serie completa)        |
| Yu-Gi-Oh! GX ((遊☆戯☆王 デュエルモンスターズ GX?) | Naoyuki Kageyama                                    | Enero de 2007 - enero de 2010                                        | 1-8                         |
| Yu-Gi-Oh! 5D's (遊戯王5D's(ファイブディーズ)?)    | Masashi Sato                                        | Diciembre de 2010 - marzo de 2012                                    | 2                           |
| YuYu Hakusho (幽★遊★白書?)                        | Yoshihiro Togashi                                   | Enero de 2003 - enero de 2010                                        | 1-19 (Serie completa)       |

### Librería de Manga
| Serie                                             | Autor                                                 | Volúmenes Disponibles                                  | Página de la serie |
| ------------------------------------------------- | ----------------------------------------------------- | ------------------------------------------------------ | --- |
| Bakuman。 (バクマン。?)                           | Tsugumi Ohba (Historia) Takeshi Obata (Ilustraciones) | 8                                                      | http://viz.com/bakuman |
| Beet: The Vandel Buster (冒険王ビィト?)           | Riku Sanjo (Historia) Koji Inada (Ilustraciones)      | 12                                                     | http://viz.com/beetvandelbuster (enlace roto disponible en Internet Archive; véase el historial, la primera versión y la última). |
| Black Cat (ブラックキャット?)                     | Kentaro Yabuki                                        | 20 (Serie completa)                                    | http://viz.com/blackcat (enlace roto disponible en Internet Archive; véase el historial, la primera versión y la última).         |
| Buso Renkin (武装錬金?)                           | Nobuhiro Watsuki                                      | 10 (Serie completa)                                    | http://viz.com/busorenkin (enlace roto disponible en Internet Archive; véase el historial, la primera versión y la última).       |
| Claymore (クレイモア?)                            | Norihiro yagi                                         | 19                                                     | http://viz.com/claymore |
| Cowa! (こわ!?)                                    | Akira Toriyama                                        | 1 (Serie completa)                                     | http://viz.com/cowa |
| Death Note (デスノート?)                          | Tsugumi Ohba (Historia) Takeshi Obata (Ilustraciones) | 13 (Serie completa) / Black Edition 6 (Serie completa) | https://web.archive.org/web/20080323113243/http://www.viz.com/deathnote/                                                          |
| Jojo's Bizarre Adventure (ジョジョの奇妙な冒険?)  | Hirohiko Araki                                        | 16 (Serie completa)                                    | http://viz.com/jojos (enlace roto disponible en Internet Archive; véase el historial, la primera versión y la última).            |
| Knights of the Zodiac (Saint Seiya) (聖闘士星矢?) | Masami Kurumada                                       | 28 (Serie completa)                                    | http://viz.com/knights-of-the-zodiac-saint-seiya                                                                                  |